# Nicklas Kroon
Pour les articles homonymes, voir Kroon.
Nicklas Kroon, né le 5 février 1966 à Karlstad, est un ancien joueur de tennis professionnel suédois.
Il a remporté un titre en simple à Brisbane en 1989 et a atteint les huitièmes de finale de Roland-Garros en 1990.

## Palmarès

### Titre en simple (1)
| No | Date       | Nom et lieu du tournoi    | Catégorie       | Dotation  | Surface    | Finaliste      | Score         |  |
| -- | ---------- | ------------------------- | --------------- | --------- | ---------- | -------------- | ------------- |  |
| 1  | 02-10-1989 | Queensland Open, Brisbane | GP World Series | 150 000 $ | Dur (ext.) | Mark Woodforde | 4-6, 6-2, 6-4 |  |

### Finale en double (1)
| No | Date       | Nom et lieu du tournoi | Catégorie | Dotation  | Surface      | Vainqueurs                 | Partenaire    | Score         |  |
| -- | ---------- | ---------------------- | --------- | --------- | ------------ | -------------------------- | ------------- | ------------- |  |
| 1  | 11-07-1988 | Swedish Open Båstad    |           | 215 000 $ | Terre (ext.) | Patrick Baur Udo Riglewski | Stefan Edberg | 6-7, 6-1, 6-4 |  |